# Processo per stupro di Aix-en-Provence
Il Processo per stupro di Aix-en-Provence, chiamato anche il caso Tonglet-Castellano in riferimento al cognome delle vittime, è un processo che si tenne nel 1978 contro tre uomini che violentarono due ragazze belghe, una di 19 anni e l'altra di 24, in una calanca vicino a Marsiglia. Il processo, si svolse a porte aperte su richiesta di Gisèle Halimi, l’avvocata delle vittime. Il reato e il processo suscitarono una tale indignazione nella società francese, che è unanimemente riconosciuto come la scintilla che diede inizio al cambiamento della legge sulla violenza sessuale in Francia.

## Antefatti
È il 20 agosto 1974, quando due giovani belghe, Anne Tonglet di 24 anni professoressa di biologia a Bruxelles, e Araceli Castellano, una puericultrice di 19 anni, decidono di fare del camping in una calanca vicino a Marsiglia. La sera del loro arrivo un artigiano del luogo, Sergio Petrilli, tenta di sedurle senza successo. Dopo essere stato rifutato una seconda volta la mattina dopo, decide di organizzare una spedizione punitiva la sera stessa con due amici, Albert Mouglalis e Guy Roger.
Le ragazze sono aggredite in piena notte mentre dormono nella loro tenda. Dopo un tentativo infruttuoso di difendersi, sono picchiate e violentate fino alle cinque del mattino dopo. Non appena i tre violentatori lasciano la spiaggia, le ragazze si vestono e si recano alla gendarmeria per sporgere denuncia. Araceli Castellano scoprirà di essere incinta poche settimane dopo lo stupro.
La giudice istruttore Ilda di Marino rinvia il caso al tribunale correzionale, declassificandolo a semplici coups et blessures (corrisponde indicativamente alle nostre lesioni personali). Il tribunale correzionale si dichiara incompetente il 15 ottobre 1975 e il reato ritrova la sua qualifica di crimine grazie alla sentenza del tribunale d'appello di Aix-en-Provence del 3 febbraio 1976.

## Il processo
Il processo inizia il 2 maggio 1978. Presidente M. Forgeaud, l'avvocato generale è M. Perfetti. Le parti civili, Anne Tonglet e Araceli Castellano, sono difese dagli avvocati Gisèle Halimi, già famosa per il suo attivismo a favore delle donne grazie anche al processo di Bobigny, e Agnès Fichot. Gli accusati, Sergio Petrilli, Albert Mouglalis e Guy Roger, sono difesi dagli avvocati Tubiana, Simoni e Gilbert Collard. Tutti e tre gli imputati si presentano liberi al processo poiché il periodo di detenzione preventiva è durato meno di due mesi, dal 24 agosto all'11 ottobre 1974.
Gli imputati si dichiarano innocenti e affermano che le vittime erano consenzienti. Gli avvocati delle parti civili presentano i documenti in cui i medici riscontrano segni di percosse e di violenza sessuale. Lo psichiatra che le ha visitate dichiara che le aveva trovate: in pericolo di morte … Qualcosa in loro si è spento quella sera: il sentimento del loro valore personale, della loro identità e oggi sono in uno stato d'ansia permanente. Durante i due giorni di udienza, gli avvocati delle parti civile sono stati aggredite davanti al tribunale e i testimoni delle parti civili non hanno avuto il permesso di esprimersi, fatta eccezione per il professor Alexandre Minkowski già noto al grande pubblico.
Le parti civili subiscono un interrogatorio sulla loro moralità, che non gioca a loro favore poiché sono lesbiche e naturiste. Il 3 maggio 1978 viene emessa la sentenza. Serge Petrilli condannato a 6 anni di reclusione; Albert Mouglalis e Guy Roger condannati a 4 anni per tentata violenza sessuale. La violenza di gruppo non è riconosciuta dal tribunale. 

## Impatto
Il 20 aprile 1978 la senatrice Brigitte Gros presenta una proposta di legge, la numero 324, per difendere le donne dalla violenza sessuale. Dopo una lunga analisi la legge è adottata dal Parlamento e pubblicata il 23 dicembre 1980. Con la legge n°80/1041 la violenza sessuale viene definita “ogni atto di penetrazione sessuale, di qualunque tipo, fatto con violenza, costrizione o sorpresa”.

## Filmografia
- Nel 2017 è uscito il film belga Le viol - Cronaca di uno stupro, direttamente ispirato a questo caso giudiziario.